# Kommunbrauhaus (Eslarn)

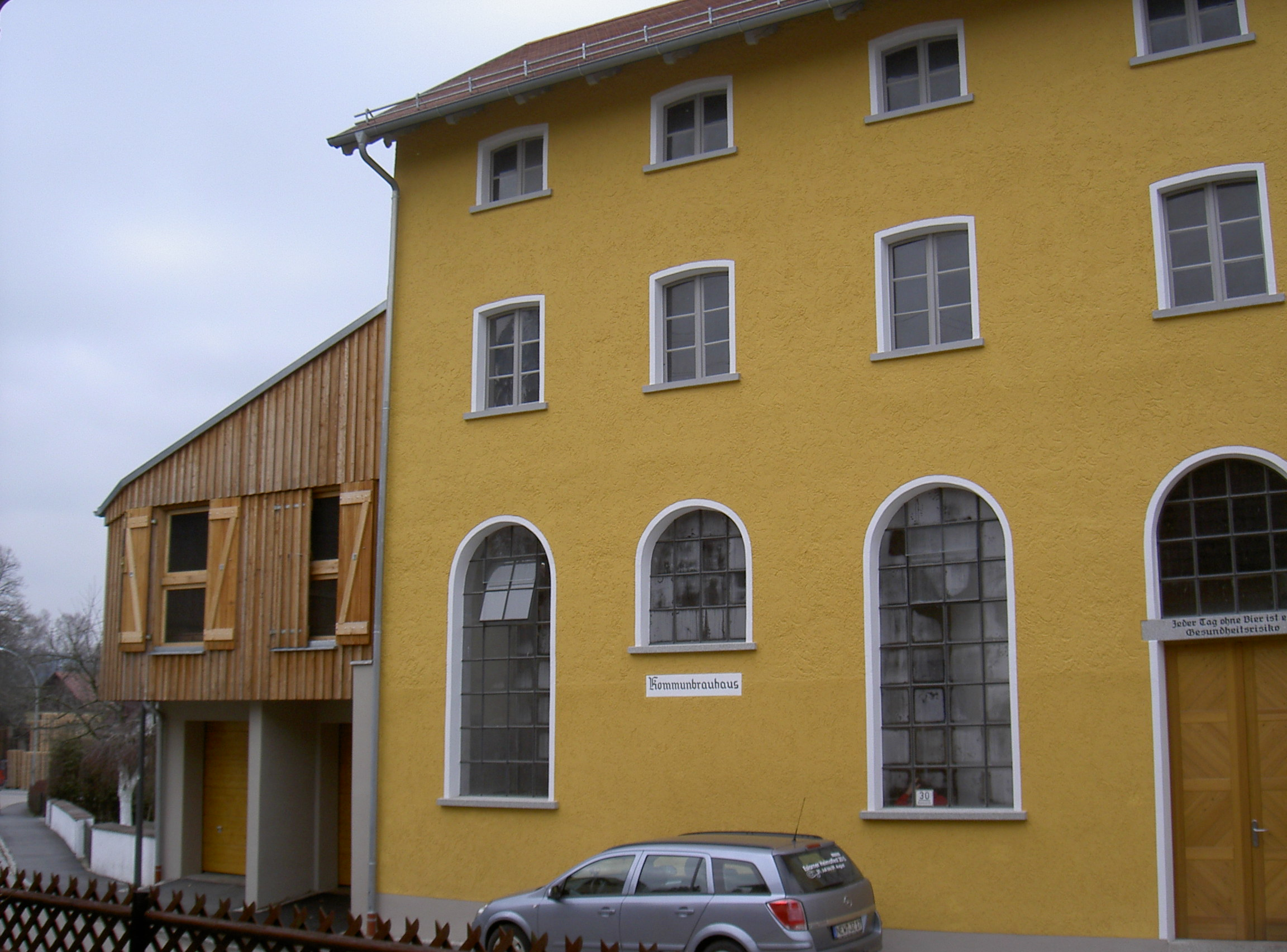
Ehemaliges Kommunbrauhaus in Eslarn

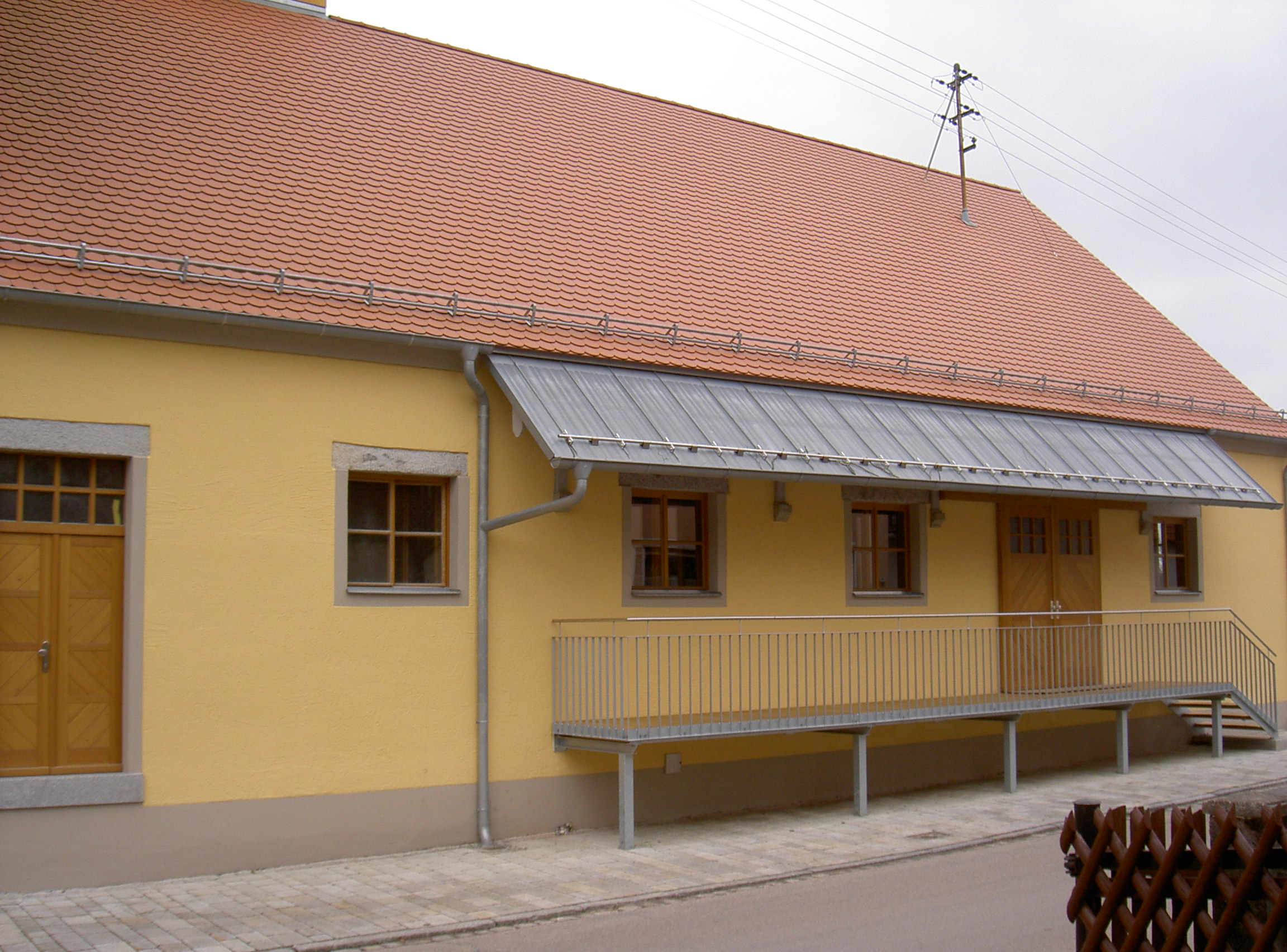
Früheres Raiffeisenlagerhaus „Biererlebnis“ Kommunbrauhaus

Das Kommunbrauhaus in Eslarn, einer Marktgemeinde im Oberpfälzer Landkreis Neustadt an der Waldnaab in Bayern, wurde 1900 errichtet. Das ehemalige Kommunbrauhaus an der Brennerstraße 30 und 28 ist ein geschütztes Baudenkmal.
Der dreigeschossige traufständige Flachsatteldachbau hat Anbauten nach Westen und Süden. Der Schornstein steht auf dem seitlich versetzten Baukörper.
Die Lagerhalle, ein eingeschossiger traufständiger Satteldachbau mit Granitgewänden, stammt aus der gleichen Zeit.
Die Gebäude werden als Museum genutzt.